# Himertosoma splendidum
Himertosoma splendidum là một loài tò vò trong họ Ichneumonidae.